# Spreizstange

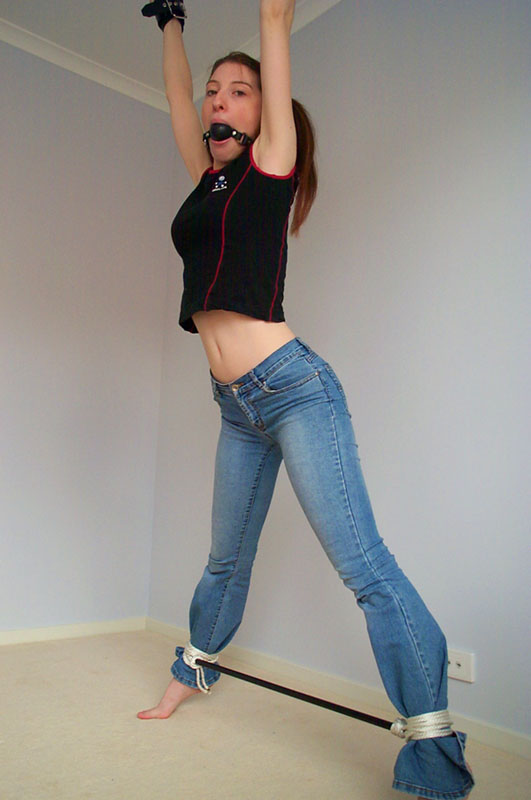
Bottom mit Knebel; Beine sind mit Spreizstange auseinandergehalten

Eine Spreizstange dient im Bereich BDSM zur Fesselung der Hände oder Füße von Bottoms.
Sie besteht aus zwei durch eine Stange miteinander verbundenen Metallringen oder Ledermanschetten, welche um die Hand- oder Fußgelenke gelegt werden.
Manche Modelle sind in der Länge der Stange verstellbar und lassen sich so individuell anpassen. Zum Teil können adaptierbare Zusatzstangen angebracht werden, die eine Verbindung zum Halsband des Bottom herstellen oder der vaginalen oder analen Penetration mittels eines Dildos dienen. Während einige Varianten Befestigungsmöglichkeiten in Form von Ösen aufweisen, sind nur wenige Modelle so massiv ausgelegt, dass sie im Rahmen einer Hängebondage verwendet werden können.